# Простір Соболєва
Простір Соболєва — функціональний простір, що складається з функцій із простору Лебега ({\displaystyle L_{p}(Q)}), які мають слабкі похідні заданого порядку з {\displaystyle L_{p}(Q)}. При {\displaystyle 1\leqslant p\leqslant \infty } простори Соболєва є банаховими просторами, а при {\displaystyle p=2} — гільбертовими просторами. Для гільбертових просторів Соболєва також прийнято позначення {\displaystyle H^{k}(Q)}.
Для області {\displaystyle Q\subset R^{n}} норма у просторі Соболєва {\displaystyle W_{p}^{k}(Q)} порядку {\displaystyle k\geqslant 1} та підсумованих зі степенем {\displaystyle 1\leqslant p<\infty } вводиться за такою формою:
{\displaystyle \|u\|_{W_{p}^{k}(Q)}=\left(\sum \limits _{\alpha \leqslant k}\int \limits _{Q}|D^{\alpha }u|^{p}dx\right)^{1/p},}
а при {\displaystyle p=\infty } норма виглядає так:
{\displaystyle \|u\|_{W_{\infty }^{k}(Q)}=\sum \limits _{\alpha \leqslant k}\mathrm {ess} \sup |D^{\alpha }u|,}
де {\displaystyle \alpha } — це мультиіндекс, а операція {\displaystyle D^{\alpha }} є слабка похідна по мультиіндексу.
Простори Соболєва були введені радянським математиком Сергієм Львовичем Соболєвим та потім названі у його честь.

## Вступ та історія питання
Ідея про узагальнення розв'язків диференціальних рівнянь з частинними похідними починає проникати в математичну фізику в 20-х роках XX ст. З одного боку, необхідність в розширенні класів функцій виникає в багатовимірних варіаційних задачах, а з іншого, — при дослідженні хвильового рівняння і рівнянь гідродинаміки. В цих задачах класи неперервних функцій були недостатніми.
В роботі Фрідріхса 1934 при дослідженні мінімуму квадратичного функціоналу були введені класи функцій, які збігаються з просторами Соболєва {\displaystyle H_{0}^{1}(Q)} — просторами Соболєва першого порядку, які мають нульовий слід на границі області. Проте в цих роботах (так званих прямих варіаційних задачах) ще не було розуміння того, що простори Соболєва другого порядку є класом коректності для еліптичних крайових задач, відповідним варіаційним задачам. В 1936 році в основоположній роботі Соболєва вводяться узагальнені розв'язки основних видів лінійних рівнянь з частинними похідними другого порядку (хвильове рівняння, рівняння Лапласа і рівняння теплопровідності) з класів функцій, які потім були названі просторами Соболєва. В цих роботах узагальнені розв'язки розуміються як ліміти класичних рівнянь, до того ж ліміти розглядаються в класах інтегровних функцій. Таке розширення понять дає змогу досліджувати задачі з доволі загальними правими частинами і коефіцієнтами рівнянь.
У 1930-х роках починається всестороннє дослідження просторів Соболєва. Найбільш важливими були роботи Реліха про компактність вкладання (теорема Реліха — Гордінга) і теореми про вкладання (теореми Соболєва і Соболєва — Кондрашова). Ці теореми дали змогу побудувати узагальнені розв'язки для багатьох задач математичної фізики, а також встановити зв'язок з класами неперервних функцій.
У 1940-х роках Ладиженською було запропоновано визначати узагальнені розв'язки за допомогою інтегральних тотожностей для функцій з просторів Соболєва. Використання інтегральних тотожностей виявилося дуже зручним для дослідження гладкості розв'язків  рівнянь з частинними похідними. У наш час визначення узагальнених рішень через інтегральні тотожності є стандартним методом постанови задач.
Простори Соболєва мають принципове значення не лише у теорії диференціальних рівнянь з частинними похідними, але ще і в варіаційних задачах, теорії функцій, теорії наближень, методах обчислення, теорії керування та багатьох інших розділах аналізу і його додатків.

## Властивості просторів Соболєва
- Для будь-якої області {\displaystyle Q'\subset Q} з {\displaystyle f\in W_{p}^{k}(Q)} випливає, що {\displaystyle f\in W_{p}^{k}(Q')}.
- Якщо {\displaystyle f\in W_{p}^{k}(Q)} і {\displaystyle a\in C^{k}({\overline {Q}})}, то {\displaystyle af\in W_{p}^{k}(Q)}.
- Якщо {\displaystyle f\in W_{p}^{k}(Q)} фінітна в {\displaystyle Q}, то продовження цієї функції нулем належить {\displaystyle W_{p}^{k}(Q')} для будь-якої {\displaystyle Q\subset Q'}.
- Нехай {\displaystyle y=y(x)} є гладке і взаємно однозначне відображення області {\displaystyle Q} на область {\displaystyle \Omega } і {\displaystyle F\in W_{p}^{k}(\Omega )}, тоді функція {\displaystyle f(x)=F(y(x))} належить простору {\displaystyle W_{p}^{k}(Q)}.
- Простори Соболєва {\displaystyle W_{p}^{k}(Q)} є сепарабельними просторами.
- Якщо межа області {\displaystyle Q} задовольняє умові Ліпшица, то множина {\displaystyle C^{\infty }({\overline {Q}})} щільна в {\displaystyle W_{p}^{k}(Q)}.
- Нехай {\displaystyle u,v\in W_{p}^{k}(Q)}, де {\displaystyle Q} — обмежена область в {\displaystyle R^{n}}, зіркова відносно деякого шару. Якщо {\displaystyle kp>n}, то їх поточковий добуток {\displaystyle uv}, визначений майже усюди в {\displaystyle Q}, належить простору {\displaystyle W_{p}^{k}(Q)}, більш того, існує додатна константа {\displaystyle C}, яка залежить лише від {\displaystyle k,n,p} така, що

{\displaystyle \|uv\|_{W_{p}^{k}}\leq C\|u\|_{W_{p}^{k}}\|v\|_{W_{p}^{k}}}, іншими словами, {\displaystyle W_{p}^{k}(Q)} є комутативною банаховую алгеброю, добуток в котрій узгоджений з нормою {\displaystyle \|u\|_{W_{p}^{k}(Q)^{*}}=C\|u\|_{W_{p}^{k}(Q)}}.
- Простори {\displaystyle W_{p}^{k}(Q)} при {\displaystyle 1<p<\infty } є рефлексивними просторами.
- Простори {\displaystyle W_{2}^{k}(Q)=H^{k}(Q)} є гільбертовими просторами.

## Простори СоболєваH0k(Q){\displaystyle H_{0}^{k}(Q)}
В крайових задачах для диференціальних рівнянь в часткових похідних важливу роль грають простори функцій із простора Соболєва, які мають нульові граничні умови. Ці простори позначаються через {\displaystyle H_{0}^{k}(Q)} і вводяться як замикання множини {\displaystyle C_{0}^{\infty }(Q)} по нормі простору {\displaystyle H^{k}(Q)}, де {\displaystyle C_{0}^{\infty }(Q)} є множина фінітних в {\displaystyle Q} нескінченно диференційованих функцій.
Простори {\displaystyle H_{0}^{k}(Q)} є замкнутими підпросторами в {\displaystyle H^{k}(Q)}. За наявністю визначеної гладкості границі області {\displaystyle Q} цей простір збігається з множиною функцій із {\displaystyle H^{k}(Q)}, які мають нульовий слід на межі області {\displaystyle Q} и нульовий слід усіх узагальнених похідних аж до {\displaystyle k-1}-го порядку.

## Простори Соболєва в усьому просторі
Простори Соболєва {\displaystyle H^{s}(R^{n})} можна визначити за допомогою перетворення Фур'є. Для будь-якої функції {\displaystyle f(x)\in L_{2}(R^{n})} визначено перетворення Фур'є {\displaystyle {\hat {f}}(\omega )={\frac {1}{(2\pi )^{n/2}}}\int \limits _{\mathbb {R} ^{n}}f(x)e^{-ix\cdot \omega }\,dx}, при цьому, {\displaystyle {\hat {f}}(\omega )\in L_{2}(R^{n})}. Простір Соболєва {\displaystyle H^{s}(R^{n})} визначається таким чином:
{\displaystyle H^{s}(R^{n})=\{f\in L_{2}(R^{n}):(1+|\omega |^{2})^{s/2}{\hat {f}}(\omega )\in L_{2}(R^{n})\}}.

## Простори Соболєва на торі
Нехай {\displaystyle T^{n}} — {\displaystyle n}-мірний тор. Простір Соболєва на торі {\displaystyle T^{n}}, тобто {\displaystyle 2\pi }-періодичних за всіма змінними функцій, можна визначити за допомогою багатовимірних рядів Фур'є:
{\displaystyle H^{k}(T^{n})=\{f\in L^{2}(T^{n}):\sum \limits _{m_{1},\dots ,m_{n}=-\infty }^{\infty }(1+m_{1}^{2k}+m_{2}^{2k}+\dots +m_{n}^{2k})|f_{m_{1}m_{2}\dots m_{n}}|^{2}<\infty \}}.

## Простори Соболєва дробового порядку
Для того щоб не було плутанини, нецілочисельне k будемо позначати як s, тобто {\displaystyle W^{s,p}} або {\displaystyle H^{s}}.
У випадку 0<s<1 простір {\displaystyle W^{s,p}} складається з функцій {\displaystyle f\in L_{p}(Q)}, {\displaystyle Q\subset R^{n}} таких, що
{\displaystyle \|f\|_{W^{s,p}}=\left(\|f\|_{L_{p}(Q)}^{p}+\int _{Q}{\frac {|f(x)-f(y)|^{p}}{|x-y|^{n+ps}}}dxdy\right)^{1/p}.}
Для нецілого s>1 покладемо {\displaystyle s=[s]+\sigma }, де {\displaystyle [s]} — ціла частина s. Тоді {\displaystyle W^{s,p}(Q)} складається з елементів {\displaystyle W^{[s],p}(Q)} таких, що {\displaystyle D^{\alpha }f\in W^{\sigma ,p}(Q)} для {\displaystyle |\alpha |=[s]} з нормою
{\displaystyle \|f\|_{W^{s,p}}=\left(\|f\|_{W^{[s],p}(Q)}^{p}+\sum \limits _{|\alpha |=[s]}\|D^{\alpha }f\|_{W^{\sigma ,p}(Q)}^{p}\right)^{1/p}.}

## Простори Соболєва від'ємного порядку
При розгляді узагальнених рішень диференціальних рівнянь з частинними похідними природним чином виникає простори Соболєва від'ємного порядку. Простір {\displaystyle H^{-k}(Q)} визначається за формулою:
{\displaystyle H^{-k}(Q)=\left(H_{0}^{k}(Q)\right)'}
де штрих означає сполучений простір.
При цьому отримаємо, що простори Соболєва від'ємного порядку представляють собою простір узагальнених функцій. Так, наприклад, простір {\displaystyle H^{-1}(-1,1)} містить {\displaystyle \delta }-функцію Дірака.

## Теореми вкладання
Припускаючи, що межа області {\displaystyle Q\subset R^{n}} задовольняє достатнім умовам гладкості, мають місце такі теореми вкладання.

### Теорема вкладання Соболєва
Якщо {\displaystyle k+n/p<s}, то має місце неперервне вкладення
{\displaystyle W_{p}^{s}(Q)\subset C^{k}({\overline {Q}})}.
Тут {\displaystyle k} є цілим і невід'ємним, а {\displaystyle s} може бути і дробовим (простори Соболєва дробового порядку). Ця теорема відіграє важливу роль у теорії функціональних просторів і диференціальних рівнянь з частинними похідними.

### Теорема Реліха— Кондрашова
Нехай область {\displaystyle Q} обмежена, {\displaystyle s_{1}>s_{2}}, {\displaystyle 1<p_{1},p_{2}<\infty } і {\displaystyle n(1/p_{1}-1/p_{2})<s_{1}-s_{2}}, тоді: вкладання {\displaystyle W_{p_{1}}^{s_{1}}(Q)\subset W_{p_{2}}^{s_{2}}} цілком неперервно.
За допомогою теорем про компактність вкладання просторів Соболєва доводяться чимало теорем існування диференціальних рівнянь з частинними похідними.

## Показові приклади
Простори Соболєва мають істотні відміни від просторів неперервно диференційованих функцій.

### Приклад розривної функції
Нехай {\displaystyle Q=\{x\in R^{2}:|x|<1/2\}} — коло на площині. Функція {\displaystyle u(x)=\ln |\ln |x||} належить простору {\displaystyle H^{1}(Q)}, але має розрив другого роду в точці {\displaystyle x=0}.

### Простори Соболєва в одномірному випадку
Функції з простору {\displaystyle H^{1}(a,b)} є неперервними. Для будь-яких двох функцій з простору {\displaystyle H^{1}(a,b)} добуток цих функцій також належить {\displaystyle H^{1}(a,b)}. Тому простір Соболєва першого порядку на відрізку є банаховою алгеброю.